# Señorita (Shawn-Mendes-und-Camila-Cabello-Lied)
Señorita ist ein Lied des kanadischen Sängers und Songwriters Shawn Mendes zusammen mit der kubanisch-US-amerikanischen Sängerin und Songwriterin Camila Cabello. Das Lied wurde zunächst am 21. Juni 2019 als Single über Island Records veröffentlicht. Das Lied ist darüber hinaus auch auf Cabellos zweitem Studioalbum Romance und auf der Deluxeversion von Mendes’ selbstbetitelten Albums enthalten.

## Hintergrund
Señorita ist nach I Know What You Did Last Summer die zweite Kollaboration von Cabello und Mendes.
Das Lied wurde von Charlotte Aitchison (Charli XCX), Camila Cabello, Magnus Høiberg (Cashmere Cat), Benjamin Levin, Shawn Mendes, Jack Patterson, Alexandra Tamposi und Andrew Wotman geschrieben. Cashmere Cat, Levin und Wotman zeichneten darüber hinaus auch für die Produktion verantwortlich.
Die Idee für das Lied entstand bereits im Frühjahr 2018 in einer Songwriting-Session von Ali Tamposi und Andrew Watt zusammen mit Charli XCX und Jack Patterson. Später wurden Benny Blanco and Cashmere Cat zur Produktion hinzugezogen. Andrew Watt sendete die Idee dann an Shawn Mendes, der sich das Duett nur zusammen mit Camila Cabello vorstellen konnte. Das Lied und die Lyrics wurde mehrfach geändert und dann im Juni 2019 veröffentlicht.

## Musik
Das Lied ist musikalisch dem Genre Latin-Pop zuzuordnen. Das Tempo liegt bei 117 Schlägen pro Minute. Die Tonart ist A Moll.

## Preise
American Music Awards
- Auszeichnung in der Kategorie: Collaboration of the Year

Billboard Music Awards
- Auszeichnung in der Kategorie: Top Collaboration[9]

MTV Video Music Awards
- Auszeichnung in der Kategorie: Best Collaboration[10]
- Auszeichnung in der Kategorie: Best Cinematography

Darüber hinaus wurde das Lied bei den Grammy Awards 2020 als beste Popdarbietung eines Duos oder einer Gruppe nominiert.

## Kommerzieller Erfolg

### Chartplatzierungen
| ChartsChartplatzierungen       | Höchstplatzierung | Wochen |
| ------------------------------ | ----------------- | ------ |
| Deutschland (GfK)              | 1 (40 Wo.)        | 40     |
| Kanada (MC)                    | 1 (52 Wo.)        | 52     |
| Österreich (Ö3)                | 1 (40 Wo.)        | 40     |
| Schweiz (IFPI)                 | 1 (60 Wo.)        | 60     |
| Vereinigte Staaten (Billboard) | 1 (37 Wo.)        | 37     |
| Vereinigtes Königreich (OCC)   | 1 (40 Wo.)        | 40     |

| ChartsJahrescharts (2019)      | Platzierung |
| ------------------------------ | ----------- |
| Deutschland (GfK)              | 7           |
| Kanada (MC)                    | 10          |
| Österreich (Ö3)                | 4           |
| Schweiz (IFPI)                 | 4           |
| Vereinigte Staaten (Billboard) | 15          |
| Vereinigtes Königreich (OCC)   | 10          |

| ChartsJahrescharts (2020)      | Platzierung |
| ------------------------------ | ----------- |
| Kanada (MC)                    | 17          |
| Schweiz (IFPI)                 | 36          |
| Vereinigte Staaten (Billboard) | 75          |
| Vereinigtes Königreich (OCC)   | 44          |

| ChartsJahrescharts (2010–2019) | Platzierung |
| ------------------------------ | ----------- |
| Österreich (Ö3)                | 90          |

Das Lied befindet sich weltweit auf Platz acht der meistgestreamten Lieder auf Spotify, in Vietnam befindet es sich auf Platz eins.

### Auszeichnungen für Musikverkäufe
Laut der IFPI verkaufte sich die Single bis Ende 2019 weltweit über 16,1 Millionen Mal. Ausgehend von den verliehenen Auszeichnungen stiegen die Verkäufe bis Mai 2025 auf über 23,2 Millionen. 
| Land/Region                  | Auszeichnungen für Musikverkäufe (Land/Region, Auszeichnung, Verkäufe) | Verkäufe   |
| ---------------------------- | ---------------------------------------------------------------------- | ---------- |
| Australien (ARIA)            | 10× Platin                                                             | 700.000    |
| Belgien (BRMA)               | 3× Platin                                                              | 120.000    |
| Brasilien (PMB)              | 8× Diamant                                                             | 1.280.000  |
| Dänemark (IFPI)              | 4× Platin                                                              | 360.000    |
| Deutschland (BVMI)           | 3× Gold                                                                | 900.000    |
| Frankreich (SNEP)            | Diamant                                                                | 333.333    |
| Indien (IMI)                 | 71× Platin                                                             | 8.520.000  |
| Italien (FIMI)               | 4× Platin                                                              | 280.000    |
| Kanada (MC)                  | Diamant                                                                | 800.000    |
| Kolumbien (ASINCOL)          | 2× Platin                                                              | 20.000     |
| Malaysia (RIM)               | 4× Platin                                                              | 800.000    |
| Mexiko (AMPROFON)            | Diamant · + 5× Gold                                                    | 450.000    |
| Neuseeland (RMNZ)            | 6× Platin                                                              | 180.000    |
| Norwegen (IFPI)              | 4× Platin                                                              | 240.000    |
| Österreich (IFPI)            | 4× Platin                                                              | 120.000    |
| Philippinen (PARI)           | 2× Platin                                                              | 300.000    |
| Polen (ZPAV)                 | 2× Diamant                                                             | 500.000    |
| Portugal (AFP)               | 4× Platin                                                              | 40.000     |
| Schweden (IFPI)              | 2× Platin                                                              | 160.000    |
| Spanien (Promusicae)         | 5× Platin                                                              | 300.000    |
| Vereinigte Staaten (RIAA)    | 5× Platin                                                              | 5.000.000  |
| Vereinigtes Königreich (BPI) | 3× Platin                                                              | 1.830.000  |
| Insgesamt                    | 2× Gold · 136× Platin · 13× Diamant ·                                  | 23.233.333 |

Hauptartikel: Shawn Mendes/Auszeichnungen für Musikverkäufe